# Complementarità proteica

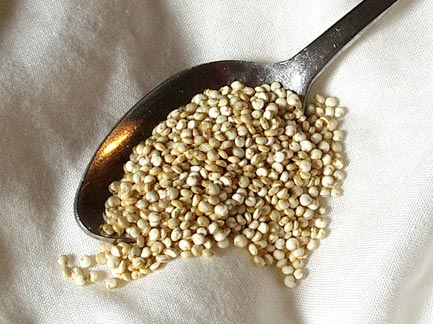
La quinoa è uno dei pochi vegetali i cui semi contengono tutti gli amminoacidi essenziali per l'uomo, anche se in quantità relativamente medie

La complementarità proteica, o combinazione proteica, è un concetto secondo cui per assicurare nella dieta umana tutti gli amminoacidi essenziali nelle giuste quantità e proporzioni, è possibile sostituire nell'alimentazione le fonti proteiche animali (latticini, uova, carne) con le fonti proteiche vegetali (cereali e pseudocereali, legumi, frutta secca, semi ed alghe) purché opportunamente combinate all'interno della dieta e non necessariamente nello stesso pasto.

## Caratteristiche
Le proteine animali contengono tutti gli aminoacidi essenziali nelle corrette proporzioni, per questo sono tradizionalmente considerate di elevato valore biologico,
mentre quelle vegetali – sebbene contengano tutti gli aminoacidi essenziali, salvo rare eccezioni – possono avere un profilo amminoacidico che si discosta da quello ideale, contenendo scarse quantità di uno o più aminoacidi,
detti aminoacidi limitanti.
Nel mais l'aminoacido limitante è il triptofano, negli altri cereali e nella frutta secca la lisina
e nei legumi prevale la metionina. 
Alcuni alimenti come soia,
ceci, quinoa, amaranto e grano saraceno, hanno invece un profilo aminoacidico completo, sovrapponibile ai prodotti animali).
Secondo la teoria della complementarità proteica – basata sull'interpretazione di studi effettuati nei primi anni del Novecento sulla crescita dei ratti – in una dieta vegetariana, per fornire all'organismo tutti gli aminoacidi essenziali, sarebbe necessario combinare le fonti proteiche vegetali (ad esempio consumando riso e fagioli).
Un secondo fattore che riduce la biodisponibilità e il valore biologico dei legumi è la presenza di alcune frazioni proteiche resistenti all'azione delle proteasi, e la presenza di fattori antinutrizionali (endogeni) quali polifenoli, fitati, fibra, inibitori di proteasi, lectine (in dosi minimi nei lupini), generalmente riducibili con una cottura non breve, fermentazione e/o ammollo. La lectina in particolare riduce l'attività degli enzimi tripsina e chimotripsina, necessari alla digestione delle proteine.
In seguito la teoria acquisì notorietà con la pubblicazione del best seller del 1971 Diet for a Small Planet, di Frances Moore Lappé. Tuttavia, in una successiva edizione del libro pubblicata nel 1981, la Lappé ha aggiornato la sua posizione sulla teoria, scrivendo:
« Nel 1971 enfatizzai la complementarità proteica perché presumevo che l'unico modo di assumere abbastanza proteine [...] fosse quello di ottenere una proteina utilizzabile dal corpo umano allo stesso modo di una proteina animale. Stavo combattendo il mito che la carne fosse l'unico modo di assumere proteine di alta qualità, e invece ho rinforzato un altro mito. Diedi l'impressione che per assumere abbastanza proteine senza consumare carne fosse necessario prestare particolare cura nella scelta dei cibi. In realtà, è molto più facile di quanto pensassi. [...] Fatte salve tre importanti eccezioni, il rischio di carenza proteica in una dieta vegetariana è minimo. Le eccezioni sono quelle diete che si basano prevalentemente su frutta o su alcuni tuberi, come le patate dolci o la manioca, o su cibo spazzatura (farine raffinate, zuccheri e grassi). Fortunatamente, poche persone al mondo tentano di sopravvivere con diete che contengono tali cibi come unica fonte calorica. In tutte le altre diete, se si soddisfa il fabbisogno calorico, si è virtualmente certi di assumere abbastanza proteine. »

## Posizioni attuali
L'Academy of Nutrition and Dietetics afferma che:
« La ricerca indica che un assortimento di cibi vegetali assunti nel corso della giornata è in grado di fornire tutti gli aminoacidi essenziali e assicurare in modo adeguato assunzione e utilizzo di azoto negli adulti sani; ciò significa che le proteine complementari non debbono necessariamente essere consumate all'interno dello stesso pasto. »
Questa tesi è sostenuta anche da altre importanti organizzazioni che si occupano di salute e nutrizione, come l'USDA (il dipartimento dell'agricoltura degli Stati Uniti d'America), 
e dalle principali associazioni di medici e ricercatori che si occupano di nutrizione vegetariana.

## Fonti proteiche alternative
Alghe, microalghe e blue food
L'industra alimentare si sta concentrando recentemente su alternative sempre più sostenibili alle proteine tradizionali utilizzando i "blue food", proteine alternative che derivano da piante acquatiche, alghe e microalghe che, oltre ad avere un gusto umami, sono ricchi di amminoacidi essenziali, biodisponibili e con meno allergenicità. Inoltre, utilizzando cellule muscolari e adipose di animali marini, come pesci, gamberi, molluschi e crostacei è possibile ricreare la consistenza e l'aroma dei frutti di mare, evitando la pesca intensiva e l'allevamento. La coltivazione di alghe richiede meno risorse, non necessita di pesticidi e aiuta a contrastare l'acidificazione degli oceani, tuttavia servono metodi di lavorazione ed estrazione più efficienti. Le alghe rosse sono microalghe con un contenuto elevato di proteine (19-47%) con un profilo di amminoacidi simile a quello della proteina dell'uovo, l'ovalbumina. Altre microalghe, come ad esempio Spirulina e Chlorella sono fonti ricche in proteine, vitamine e acidi grassi essenziali e si possono coltivare in acque non potabili e in terreni non arabili, pur richiedendo fertilizzanti quali azoto e fosforo.

### Batteri
Nonostante i batteri sono comunemente associati a malattie negli organismi viventi, esistono diverse specie di batteri che danno benefici agli umani come la fermentazione del cibo. La fermentazione di precisione è una biotecnologia che usa batteri, funghi, lieviti ed altri microorganismi per produrre proteine bioidentiche a quelle animali, e può ricreare alcune proteine del latte e delle uova. Tuttavia  nella fermentazioni sono usati zuccheri per cui il costo è elevato e serve studiare meglio la produttività e quindi la velocità dei microorganismi nel produrre proteine ad ampio scalo.
Carne coltivata
la carne coltivata riguarda la produzione di carne a partire da cellule muscolari e adipose animali in un mezzo di coltura in apparecchiature chiamate bioreattori, anziché essere ottenuti direttamente da animali macellati. Questo diminuirebbe il rischio di malattie infettive  e può aiutare a ridurre problemi ambientali legati all'inquinamento dell'aria, del suolo e dell'acqua, causate dall'agricoltura tradizionale. Inoltre, essa viene prodotta generalmente in condizioni sterili con il fine di eliminare la contaminazione con agenti patogeni ed evitare l'uso di antibiotici, un problema che, secondo l'Organizzazione Mondiale Della Salute (OMS), ha provocato la morte di circa 1.3 milioni di persone all'anno. Tuttavia, la produzione della carne coltivata richiede un consumo energetico importante dovuto alla preparazione del terreno di coltura per le cellule e al funzionamento dei bioreattori.